# Nils Johan Kihlgren
Nils Johan Kihlgren, född 23 augusti 1853 i Stora Kils socken i Värmland, död 1 maj 1934 i Ytterhogdals socken i Hälsingland, var en svensk präst.
Nils Johan Kihlgren var son till hemmansägaren Johannes Elofsson och antog släktnamnet efter hemsocknen. Efter skolgång i Karlstads skola blev han hösten 1875 student vid Uppsala universitet och prästvigdes 1877 i Härnösand. Han förordnades till pastorsadjunkt i Bergs församling i Jämtland och blev vice pastor i Lillhärdals församling 1878 samt pastorsadjunkt där 1879. Samma år blev han vice pastor i Hede församling i Härjedalen och på hösten vikarierande komminister i Härnösand samt 1881 sockenpredikant i Fors församling i Jämtland. År 1880 fick han fullmakt som komminister i Grundsunda församling med tillträde 1881 och kunde under tiden där avlägga pastoralexamen 1884. År 1897 utnämndes han till kyrkoherde i Ytterhogdals församling med tillträde året därpå.
Nils Johan Kihlgren var gift första gången med Maria Wijkman och andra gången med Elise Næss, som kom från Norge. Bland hans många barn märks i första äktenskapet sönerna Elow Kihlgren och Knut Kihlgren och i andra äktenskapet sonen Sigurd Kihlgren.